# Eutelia inextricata
Eutelia inextricata là một loài bướm đêm trong họ Noctuidae.